# 多羽节肢蕨
多羽节肢蕨（学名：Arthromeris mairei），为水龙骨科节肢蕨属下的一个种。